# Bromelina
Bromelina es una enzima con acción proteolítica para una mejor asimilación de los aminoácidos que las componen. La bromelina deshace las proteínas de igual manera que la pepsina, enzima que forma parte del jugo gástrico. Se encuentra en las piñas.
Las bromelinas pertenecen al clan CA y a la familia C1 de las peptidasas. Los residuos catalíticos de la familia C1 han sido identificados como la cisteína y la histidina, formando una díada catalítica. Se han encontrado otros dos residuos en el sitio activo, un residuo de glicina precediendo al Cys catalítico y un residuo de asparagina siguiendo al His catalítico. Se cree que la Gln ayuda en la formación del agujero de oxoanión y la Asn a orientar el anillo imidazol de la His catalítica.

## Bromelina del tallo
La enzima Bromelina del tallo EC 3.4.22.32 cataliza la reacción de hidrólisis de enlaces peptídicos. Esta enzima tiene un amplio espectro para la ruptura de proteínas pero tiene una fuerte preferencia por las cadenas Z-Arg-Arg-|-NHMec.
Esta enzima es la más abundante de las cisteína endopeptidasas del tallo de las Ananas comosus (piña) y es distinta de la bromelina encontrada en la fruta de la piña. Es escasamente inhibida por la cistatina del pollo y muy lentamente inactivada por el E-64 (inhibidor epoxy succínico).

## Bromelina de la fruta
La enzima Bromelina de la fruta EC 3.4.22.33 cataliza la reacción de hidrólisis de enlaces peptídicos. Esta enzima tiene un amplio espectro para la ruptura de proteínas, un buen sustrato sintético para esta enzima es la cadena Bz-Phe-Val-Arg-|-NHMec. En cambio no tiene afinidad por Z-Arg-Arg-|-NHMec como la bromelina del tallo.
Se encuentra en el fruto de la Ananas comosus (piña) y es escasamente inhibida por la cistatina del pollo.